# Asymmetrione codreanu
Asymmetrione codreanu är en kräftdjursart som beskrevs av Radu Codreanu och Pike 1965. Asymmetrione codreanu ingår i släktet Asymmetrione och familjen Bopyridae. Inga underarter finns listade i Catalogue of Life.